# Lista di asteroidi (763001-764000)
Di seguito una lista di asteroidi dal numero 763001  al 764000 con data di scoperta e scopritore.

## 763001–763100
| Nome   | Designazione provvisoria | Data di scoperta  | Scopritore                |
| ------ | ------------------------ | ----------------- | ------------------------- |
| 763001 | 2011 TE                  | 1 ottobre 2011    | G. Lehmann, A. Knöfel     |
| 763002 | 2011 TH4                 | 1 ottobre 2011    | K. Sárneczky              |
| 763003 | 2011 TS7                 | 2 ottobre 2011    | W. Bickel                 |
| 763004 | 2011 TE19                | 1 ottobre 2011    | Mount Lemmon Survey       |
| 763005 | 2011 TE21                | 3 ottobre 2011    | Mount Lemmon Survey       |
| 763006 | 2011 TV21                | 1 ottobre 2011    | Spacewatch                |
| 763007 | 2011 UQ3                 | 21 settembre 2011 | Spacewatch                |
| 763008 | 2011 UX3                 | 27 agosto 2011    | Pan-STARRS                |
| 763009 | 2011 UX5                 | 18 ottobre 2011   | Mount Lemmon Survey       |
| 763010 | 2011 UA6                 | 18 ottobre 2011   | Mount Lemmon Survey       |
| 763011 | 2011 UM18                | 19 ottobre 2011   | Spacewatch                |
| 763012 | 2011 UZ23                | 1 ottobre 2011    | Spacewatch                |
| 763013 | 2011 UQ36                | 19 ottobre 2011   | Mount Lemmon Survey       |
| 763014 | 2011 UF37                | 19 ottobre 2011   | Mount Lemmon Survey       |
| 763015 | 2011 UN37                | 29 settembre 2011 | Mount Lemmon Survey       |
| 763016 | 2011 UU47                | 18 ottobre 2011   | Spacewatch                |
| 763017 | 2011 UV49                | 18 ottobre 2011   | Spacewatch                |
| 763018 | 2011 UK50                | 18 ottobre 2011   | Spacewatch                |
| 763019 | 2011 UW58                | 12 settembre 2007 | Mount Lemmon Survey       |
| 763020 | 2011 UA62                | 21 ottobre 2011   | Mount Lemmon Survey       |
| 763021 | 2011 UT62                | 20 ottobre 2011   | Pan-STARRS                |
| 763022 | 2011 UA65                | 30 settembre 2011 | Spacewatch                |
| 763023 | 2011 UF65                | 28 agosto 2005    | Spacewatch                |
| 763024 | 2011 UB68                | 21 ottobre 2011   | Mount Lemmon Survey       |
| 763025 | 2011 UG68                | 21 ottobre 2011   | Mount Lemmon Survey       |
| 763026 | 2011 UN68                | 2 dicembre 2008   | Spacewatch                |
| 763027 | 2011 UA69                | 21 ottobre 2011   | Mount Lemmon Survey       |
| 763028 | 2011 UE82                | 19 ottobre 2011   | Spacewatch                |
| 763029 | 2011 UB84                | 19 ottobre 2011   | Spacewatch                |
| 763030 | 2011 UE85                | 1 ottobre 2011    | Mount Lemmon Survey       |
| 763031 | 2011 UZ85                | 7 novembre 2007   | Spacewatch                |
| 763032 | 2011 UG92                | 30 gennaio 2004   | Spacewatch                |
| 763033 | 2011 UL92                | 30 settembre 2011 | Spacewatch                |
| 763034 | 2011 UO95                | 19 ottobre 2011   | Mount Lemmon Survey       |
| 763035 | 2011 UZ95                | 19 ottobre 2011   | Mount Lemmon Survey       |
| 763036 | 2011 UR99                | 21 novembre 1998  | Spacewatch                |
| 763037 | 2011 UD109               | 23 ottobre 2011   | Pan-STARRS                |
| 763038 | 2011 UF110               | 28 gennaio 2004   | Spacewatch                |
| 763039 | 2011 UC111               | 21 ottobre 2011   | Mount Lemmon Survey       |
| 763040 | 2011 UD111               | 27 settembre 2011 | Mount Lemmon Survey       |
| 763041 | 2011 UN118               | 9 ottobre 2007    | Spacewatch                |
| 763042 | 2011 UU119               | 28 settembre 2011 | Spacewatch                |
| 763043 | 2011 UK121               | 19 ottobre 2011   | Mount Lemmon Survey       |
| 763044 | 2011 UR121               | 2 novembre 2007   | Spacewatch                |
| 763045 | 2011 UJ129               | 21 settembre 2011 | CSS                       |
| 763046 | 2011 UL132               | 21 ottobre 2011   | Spacewatch                |
| 763047 | 2011 UZ136               | 20 ottobre 2011   | Mount Lemmon Survey       |
| 763048 | 2011 UB137               | 20 ottobre 2011   | Mount Lemmon Survey       |
| 763049 | 2011 UF138               | 21 ottobre 2011   | Mount Lemmon Survey       |
| 763050 | 2011 UG138               | 21 ottobre 2011   | Mount Lemmon Survey       |
| 763051 | 2011 UT147               | 4 settembre 2011  | Pan-STARRS                |
| 763052 | 2011 UO152               | 21 ottobre 2011   | Spacewatch                |
| 763053 | 2011 UN154               | 23 ottobre 2011   | Pan-STARRS                |
| 763054 | 2011 UU160               | 24 settembre 2011 | Mount Lemmon Survey       |
| 763055 | 2011 UP162               | 31 dicembre 2007  | Mount Lemmon Survey       |
| 763056 | 2011 UN165               | 26 ottobre 2011   | Pan-STARRS                |
| 763057 | 2011 UH167               | 4 settembre 2011  | Pan-STARRS                |
| 763058 | 2011 UZ169               | 22 settembre 2011 | L. Bernasconi             |
| 763059 | 2011 UB175               | 24 ottobre 2011   | Spacewatch                |
| 763060 | 2011 UT176               | 25 settembre 1998 | SDSS Collaboration        |
| 763061 | 2011 UG177               | 17 settembre 2001 | Spacewatch                |
| 763062 | 2011 UZ178               | 20 ottobre 2011   | Mount Lemmon Survey       |
| 763063 | 2011 UH179               | 15 gennaio 2008   | Mount Lemmon Survey       |
| 763064 | 2011 UN180               | 24 ottobre 2011   | Pan-STARRS                |
| 763065 | 2011 UF185               | 25 ottobre 2011   | Pan-STARRS                |
| 763066 | 2011 UB188               | 22 ottobre 2008   | Spacewatch                |
| 763067 | 2011 UE191               | 28 dicembre 2007  | Spacewatch                |
| 763068 | 2011 UN191               | 16 ottobre 2011   | Spacewatch                |
| 763069 | 2011 UG196               | 21 ottobre 2011   | Spacewatch                |
| 763070 | 2011 UJ197               | 21 ottobre 2011   | Spacewatch                |
| 763071 | 2011 UJ203               | 26 ottobre 2011   | Pan-STARRS                |
| 763072 | 2011 UF205               | 24 settembre 2011 | Pan-STARRS                |
| 763073 | 2011 UM206               | 23 settembre 2011 | Pan-STARRS                |
| 763074 | 2011 UV211               | 24 ottobre 2011   | Mount Lemmon Survey       |
| 763075 | 2011 UH215               | 21 aprile 2009    | Spacewatch                |
| 763076 | 2011 UV218               | 19 ottobre 2011   | Mount Lemmon Survey       |
| 763077 | 2011 UY221               | 8 novembre 2007   | Spacewatch                |
| 763078 | 2011 UO227               | 24 ottobre 2011   | Mount Lemmon Survey       |
| 763079 | 2011 UH230               | 7 novembre 2007   | Spacewatch                |
| 763080 | 2011 UF232               | 24 ottobre 2011   | Mount Lemmon Survey       |
| 763081 | 2011 UL233               | 13 febbraio 2008  | Mount Lemmon Survey       |
| 763082 | 2011 UA235               | 24 ottobre 2011   | Pan-STARRS                |
| 763083 | 2011 UN235               | 24 ottobre 2011   | Pan-STARRS                |
| 763084 | 2011 UR237               | 4 maggio 2005     | Osservatorio di Mauna Kea |
| 763085 | 2011 UQ241               | 25 ottobre 2011   | Pan-STARRS                |
| 763086 | 2011 UK257               | 24 ottobre 2011   | Pan-STARRS                |
| 763087 | 2011 UM261               | 23 ottobre 2011   | Spacewatch                |
| 763088 | 2011 UE262               | 25 ottobre 2011   | Pan-STARRS                |
| 763089 | 2011 UP276               | 25 ottobre 2011   | Pan-STARRS                |
| 763090 | 2011 US281               | 14 novembre 2007  | Spacewatch                |
| 763091 | 2011 UV281               | 28 ottobre 2011   | Spacewatch                |
| 763092 | 2011 UX281               | 28 ottobre 2011   | Spacewatch                |
| 763093 | 2011 UU287               | 5 dicembre 2007   | Spacewatch                |
| 763094 | 2011 UO297               | 21 ottobre 2011   | Spacewatch                |
| 763095 | 2011 UF303               | 21 settembre 2011 | Spacewatch                |
| 763096 | 2011 UZ304               | 17 ottobre 2011   | Spacewatch                |
| 763097 | 2011 UX306               | 1 dicembre 2008   | Spacewatch                |
| 763098 | 2011 UC308               | 28 ottobre 2011   | Spacewatch                |
| 763099 | 2011 UZ311               | 15 settembre 2006 | Spacewatch                |
| 763100 | 2011 UZ312               | 19 ottobre 2011   | Spacewatch                |

## 763101–763200
| Nome   | Designazione provvisoria | Data di scoperta  | Scopritore          |
| ------ | ------------------------ | ----------------- | ------------------- |
| 763101 | 2011 UO316               | 18 ottobre 2011   | Mount Lemmon Survey |
| 763102 | 2011 UK324               | 4 dicembre 2007   | Mount Lemmon Survey |
| 763103 | 2011 UR330               | 23 ottobre 2011   | Pan-STARRS          |
| 763104 | 2011 UU339               | 18 ottobre 2011   | A. Szing            |
| 763105 | 2011 UP344               | 8 maggio 2005     | Mount Lemmon Survey |
| 763106 | 2011 UW345               | 31 ottobre 2007   | Spacewatch          |
| 763107 | 2011 UV346               | 19 ottobre 2011   | Mount Lemmon Survey |
| 763108 | 2011 UX346               | 19 ottobre 2011   | Mount Lemmon Survey |
| 763109 | 2011 UZ352               | 20 ottobre 2011   | Mount Lemmon Survey |
| 763110 | 2011 UO353               | 29 settembre 2011 | Spacewatch          |
| 763111 | 2011 UT358               | 20 ottobre 2011   | Spacewatch          |
| 763112 | 2011 UV362               | 12 maggio 2010    | Spacewatch          |
| 763113 | 2011 UG363               | 22 ottobre 2011   | Mount Lemmon Survey |
| 763114 | 2011 UJ363               | 20 settembre 2011 | Spacewatch          |
| 763115 | 2011 UX366               | 28 settembre 2011 | Spacewatch          |
| 763116 | 2011 UB375               | 23 ottobre 2011   | Mount Lemmon Survey |
| 763117 | 2011 UE377               | 6 giugno 2010     | ESA OGS             |
| 763118 | 2011 UY378               | 30 settembre 2011 | Spacewatch          |
| 763119 | 2011 UC385               | 11 ottobre 2002   | Spacewatch          |
| 763120 | 2011 UA386               | 25 ottobre 2011   | Spacewatch          |
| 763121 | 2011 UU392               | 24 settembre 2011 | Pan-STARRS          |
| 763122 | 2011 UN397               | 23 settembre 2011 | Pan-STARRS          |
| 763123 | 2011 UG399               | 23 ottobre 2011   | Mount Lemmon Survey |
| 763124 | 2011 UO410               | 19 ottobre 2011   | Mount Lemmon Survey |
| 763125 | 2011 UU413               | 26 ottobre 2011   | Pan-STARRS          |
| 763126 | 2011 UQ416               | 24 ottobre 2011   | Pan-STARRS          |
| 763127 | 2011 UM417               | 26 ottobre 2011   | Pan-STARRS          |
| 763128 | 2011 UQ417               | 26 ottobre 2011   | Pan-STARRS          |
| 763129 | 2011 UN423               | 12 marzo 2013     | Mount Lemmon Survey |
| 763130 | 2011 UQ423               | 24 ottobre 2011   | Spacewatch          |
| 763131 | 2011 UU423               | 6 ottobre 2011    | PMO NEO             |
| 763132 | 2011 UE425               | 23 ottobre 2011   | Pan-STARRS          |
| 763133 | 2011 UH425               | 25 ottobre 2011   | Pan-STARRS          |
| 763134 | 2011 UR426               | 22 ottobre 2011   | Mount Lemmon Survey |
| 763135 | 2011 UV426               | 6 agosto 2016     | Pan-STARRS          |
| 763136 | 2011 UN428               | 25 ottobre 2011   | Pan-STARRS          |
| 763137 | 2011 UD429               | 2 agosto 2016     | Pan-STARRS          |
| 763138 | 2011 UG430               | 25 ottobre 2011   | Pan-STARRS          |
| 763139 | 2011 UQ430               | 28 ottobre 2011   | Spacewatch          |
| 763140 | 2011 UC433               | 25 ottobre 2011   | Pan-STARRS          |
| 763141 | 2011 UO434               | 26 ottobre 2011   | Pan-STARRS          |
| 763142 | 2011 UP434               | 24 ottobre 2011   | Pan-STARRS          |
| 763143 | 2011 UR434               | 5 marzo 2013      | Pan-STARRS          |
| 763144 | 2011 UP435               | 19 ottobre 2011   | Mount Lemmon Survey |
| 763145 | 2011 UQ435               | 19 ottobre 2011   | Spacewatch          |
| 763146 | 2011 UT435               | 31 ottobre 2011   | Spacewatch          |
| 763147 | 2011 UO436               | 26 maggio 2015    | Pan-STARRS          |
| 763148 | 2011 US436               | 24 ottobre 2011   | Spacewatch          |
| 763149 | 2011 UW436               | 23 ottobre 2011   | Pan-STARRS          |
| 763150 | 2011 UR437               | 23 dicembre 2017  | Pan-STARRS          |
| 763151 | 2011 UV440               | 27 ottobre 2011   | Mount Lemmon Survey |
| 763152 | 2011 UD441               | 29 dicembre 2017  | Pan-STARRS          |
| 763153 | 2011 UF441               | 21 maggio 2014    | Pan-STARRS          |
| 763154 | 2011 UG441               | 31 ottobre 2011   | Spacewatch          |
| 763155 | 2011 UP441               | 3 agosto 2016     | Pan-STARRS          |
| 763156 | 2011 UQ441               | 9 febbraio 2016   | Pan-STARRS          |
| 763157 | 2011 US441               | 26 ottobre 2011   | Pan-STARRS          |
| 763158 | 2011 UY441               | 24 ottobre 2011   | Pan-STARRS          |
| 763159 | 2011 UR442               | 26 febbraio 2014  | Pan-STARRS          |
| 763160 | 2011 UU442               | 21 ottobre 2017   | Mount Lemmon Survey |
| 763161 | 2011 UV442               | 12 luglio 2016    | Mount Lemmon Survey |
| 763162 | 2011 UK443               | 18 ottobre 2011   | Pan-STARRS          |
| 763163 | 2011 UX443               | 24 ottobre 2011   | Pan-STARRS          |
| 763164 | 2011 UN445               | 11 settembre 2015 | Pan-STARRS          |
| 763165 | 2011 UY445               | 22 dicembre 2012  | Pan-STARRS          |
| 763166 | 2011 UD448               | 25 ottobre 2011   | Pan-STARRS          |
| 763167 | 2011 UO448               | 23 ottobre 2011   | Mount Lemmon Survey |
| 763168 | 2011 UZ448               | 23 ottobre 2011   | Mount Lemmon Survey |
| 763169 | 2011 UR450               | 22 ottobre 2011   | W. Bickel           |
| 763170 | 2011 UA451               | 24 ottobre 2011   | Pan-STARRS          |
| 763171 | 2011 US453               | 19 ottobre 2011   | Mount Lemmon Survey |
| 763172 | 2011 UY455               | 26 ottobre 2011   | Pan-STARRS          |
| 763173 | 2011 UT458               | 25 ottobre 2011   | Pan-STARRS          |
| 763174 | 2011 UZ458               | 27 ottobre 2011   | Mount Lemmon Survey |
| 763175 | 2011 UQ462               | 24 ottobre 2011   | Pan-STARRS          |
| 763176 | 2011 UF468               | 23 ottobre 2011   | Pan-STARRS          |
| 763177 | 2011 US468               | 19 ottobre 2011   | Mount Lemmon Survey |
| 763178 | 2011 UQ469               | 26 ottobre 2011   | Pan-STARRS          |
| 763179 | 2011 UY469               | 18 ottobre 2011   | Pan-STARRS          |
| 763180 | 2011 UC476               | 22 ottobre 2011   | Mount Lemmon Survey |
| 763181 | 2011 UX481               | 23 ottobre 2011   | Pan-STARRS          |
| 763182 | 2011 UQ488               | 22 ottobre 2011   | R. Holmes           |
| 763183 | 2011 UY490               | 21 ottobre 2011   | Mount Lemmon Survey |
| 763184 | 2011 UP493               | 23 ottobre 2011   | Mount Lemmon Survey |
| 763185 | 2011 UJ502               | 24 ottobre 2011   | Pan-STARRS          |
| 763186 | 2011 UL502               | 27 ottobre 2011   | Mount Lemmon Survey |
| 763187 | 2011 VD17                | 3 settembre 2007  | CSS                 |
| 763188 | 2011 VL19                | 15 novembre 2011  | Mount Lemmon Survey |
| 763189 | 2011 VY19                | 20 settembre 2011 | Mount Lemmon Survey |
| 763190 | 2011 VD21                | 17 dicembre 2007  | Mount Lemmon Survey |
| 763191 | 2011 VH21                | 22 agosto 2006    | B. Christophe       |
| 763192 | 2011 VB22                | 24 ottobre 2011   | Pan-STARRS          |
| 763193 | 2011 VQ26                | 3 maggio 2014     | Mount Lemmon Survey |
| 763194 | 2011 VN28                | 14 giugno 2015    | Mount Lemmon Survey |
| 763195 | 2011 VG29                | 29 ottobre 2017   | Pan-STARRS          |
| 763196 | 2011 VS29                | 17 gennaio 2013   | Pan-STARRS          |
| 763197 | 2011 VX29                | 3 novembre 2011   | Spacewatch          |
| 763198 | 2011 VR35                | 4 dicembre 2007   | Mount Lemmon Survey |
| 763199 | 2011 VT37                | 3 novembre 2011   | Mount Lemmon Survey |
| 763200 | 2011 WU7                 | 30 ottobre 2011   | Spacewatch          |

## 763201–763300
| Nome   | Designazione provvisoria | Data di scoperta  | Scopritore          |
| ------ | ------------------------ | ----------------- | ------------------- |
| 763201 | 2011 WR9                 | 3 novembre 2011   | Spacewatch          |
| 763202 | 2011 WQ17                | 17 novembre 2011  | Spacewatch          |
| 763203 | 2011 WH21                | 29 agosto 2006    | Spacewatch          |
| 763204 | 2011 WX23                | 17 novembre 2011  | Mount Lemmon Survey |
| 763205 | 2011 WB24                | 17 novembre 2011  | Mount Lemmon Survey |
| 763206 | 2011 WB28                | 25 ottobre 2011   | Pan-STARRS          |
| 763207 | 2011 WE29                | 24 ottobre 2011   | Pan-STARRS          |
| 763208 | 2011 WF31                | 20 ottobre 2011   | Mount Lemmon Survey |
| 763209 | 2011 WO32                | 1 novembre 2011   | Spacewatch          |
| 763210 | 2011 WC34                | 26 ottobre 2011   | Pan-STARRS          |
| 763211 | 2011 WN36                | 1 novembre 2011   | ESA OGS             |
| 763212 | 2011 WO37                | 23 settembre 2011 | Mount Lemmon Survey |
| 763213 | 2011 WU37                | 19 ottobre 2011   | Spacewatch          |
| 763214 | 2011 WD40                | 24 settembre 2011 | Pan-STARRS          |
| 763215 | 2011 WD45                | 16 dicembre 2007  | Spacewatch          |
| 763216 | 2011 WG45                | 26 ottobre 2011   | Pan-STARRS          |
| 763217 | 2011 WT57                | 25 ottobre 2011   | Pan-STARRS          |
| 763218 | 2011 WZ63                | 24 novembre 2011  | Mount Lemmon Survey |
| 763219 | 2011 WG67                | 26 ottobre 2011   | Pan-STARRS          |
| 763220 | 2011 WJ67                | 26 ottobre 2011   | Pan-STARRS          |
| 763221 | 2011 WC74                | 19 dicembre 2007  | Mount Lemmon Survey |
| 763222 | 2011 WO76                | 30 ottobre 2011   | Mount Lemmon Survey |
| 763223 | 2011 WG77                | 25 maggio 2006    | Mount Lemmon Survey |
| 763224 | 2011 WC84                | 5 dicembre 2007   | Spacewatch          |
| 763225 | 2011 WA85                | 24 novembre 2011  | Pan-STARRS          |
| 763226 | 2011 WO92                | 25 ottobre 2011   | Pan-STARRS          |
| 763227 | 2011 WP92                | 28 ottobre 2011   | Mount Lemmon Survey |
| 763228 | 2011 WB93                | 27 novembre 2011  | Spacewatch          |
| 763229 | 2011 WL95                | 18 dicembre 2007  | Spacewatch          |
| 763230 | 2011 WM101               | 27 novembre 2011  | Mount Lemmon Survey |
| 763231 | 2011 WE104               | 3 novembre 2011   | Mount Lemmon Survey |
| 763232 | 2011 WT108               | 24 settembre 2011 | Mount Lemmon Survey |
| 763233 | 2011 WU112               | 25 ottobre 2011   | Pan-STARRS          |
| 763234 | 2011 WV112               | 29 novembre 2011  | Spacewatch          |
| 763235 | 2011 WZ118               | 16 dicembre 2007  | Spacewatch          |
| 763236 | 2011 WJ122               | 24 ottobre 2011   | Pan-STARRS          |
| 763237 | 2011 WH123               | 23 aprile 2009    | Mount Lemmon Survey |
| 763238 | 2011 WN124               | 25 ottobre 2011   | Spacewatch          |
| 763239 | 2011 WX126               | 31 dicembre 2008  | Spacewatch          |
| 763240 | 2011 WJ129               | 26 ottobre 2011   | Pan-STARRS          |
| 763241 | 2011 WQ132               | 17 novembre 2011  | Mount Lemmon Survey |
| 763242 | 2011 WE138               | 2 novembre 2011   | Spacewatch          |
| 763243 | 2011 WV143               | 15 gennaio 2008   | Spacewatch          |
| 763244 | 2011 WP158               | 31 dicembre 2007  | Spacewatch          |
| 763245 | 2011 WT158               | 25 novembre 2011  | Pan-STARRS          |
| 763246 | 2011 WZ159               | 8 febbraio 2002   | Spacewatch          |
| 763247 | 2011 WL161               | 25 luglio 2014    | Pan-STARRS          |
| 763248 | 2011 WU161               | 12 aprile 2013    | Pan-STARRS          |
| 763249 | 2011 WJ162               | 3 marzo 2013      | Pan-STARRS          |
| 763250 | 2011 WR162               | 27 marzo 2000     | Spacewatch          |
| 763251 | 2011 WC163               | 6 marzo 2013      | Pan-STARRS          |
| 763252 | 2011 WM164               | 18 novembre 2011  | Mount Lemmon Survey |
| 763253 | 2011 WJ166               | 24 novembre 2011  | Mount Lemmon Survey |
| 763254 | 2011 WY166               | 4 maggio 2014     | Pan-STARRS          |
| 763255 | 2011 WO167               | 10 ottobre 2015   | Pan-STARRS          |
| 763256 | 2011 WS167               | 18 novembre 2011  | Mount Lemmon Survey |
| 763257 | 2011 WW167               | 17 novembre 2011  | Mount Lemmon Survey |
| 763258 | 2011 WD168               | 29 ottobre 2017   | Pan-STARRS          |
| 763259 | 2011 WF168               | 20 novembre 2015  | Mount Lemmon Survey |
| 763260 | 2011 WG169               | 30 novembre 2011  | Spacewatch          |
| 763261 | 2011 WR169               | 19 novembre 2017  | Pan-STARRS          |
| 763262 | 2011 WP170               | 25 luglio 2015    | Pan-STARRS          |
| 763263 | 2011 WT171               | 10 aprile 2014    | Pan-STARRS          |
| 763264 | 2011 WL172               | 29 novembre 2011  | Spacewatch          |
| 763265 | 2011 WA173               | 3 febbraio 2013   | Pan-STARRS          |
| 763266 | 2011 WD173               | 3 novembre 2015   | Mount Lemmon Survey |
| 763267 | 2011 WF173               | 21 maggio 2014    | Pan-STARRS          |
| 763268 | 2011 WW173               | 4 giugno 2014     | Pan-STARRS          |
| 763269 | 2011 WX175               | 24 novembre 2011  | Mount Lemmon Survey |
| 763270 | 2011 WS178               | 23 novembre 2011  | Mount Lemmon Survey |
| 763271 | 2011 WB179               | 17 novembre 2011  | Spacewatch          |
| 763272 | 2011 WF180               | 9 ottobre 2009    | Spacewatch          |
| 763273 | 2011 WH180               | 24 novembre 2011  | Mount Lemmon Survey |
| 763274 | 2011 WP183               | 27 novembre 2011  | Spacewatch          |
| 763275 | 2011 WB185               | 17 novembre 2011  | Spacewatch          |
| 763276 | 2011 WL185               | 30 novembre 2011  | Mount Lemmon Survey |
| 763277 | 2011 WT185               | 30 novembre 2011  | Mount Lemmon Survey |
| 763278 | 2011 WE186               | 30 novembre 2011  | Spacewatch          |
| 763279 | 2011 WN186               | 24 novembre 2011  | Pan-STARRS          |
| 763280 | 2011 WO188               | 18 novembre 2011  | Mount Lemmon Survey |
| 763281 | 2011 XT4                 | 3 aprile 2013     | CSS                 |
| 763282 | 2011 XZ4                 | 6 dicembre 2011   | Pan-STARRS          |
| 763283 | 2011 XC5                 | 10 aprile 2013    | Pan-STARRS          |
| 763284 | 2011 XG5                 | 12 settembre 2015 | Pan-STARRS          |
| 763285 | 2011 XN5                 | 30 maggio 2014    | Mount Lemmon Survey |
| 763286 | 2011 XE6                 | 23 maggio 2014    | Pan-STARRS          |
| 763287 | 2011 XA7                 | 1 dicembre 2011   | Pan-STARRS          |
| 763288 | 2011 YC5                 | 25 novembre 2011  | Pan-STARRS          |
| 763289 | 2011 YD10                | 25 dicembre 2011  | Mount Lemmon Survey |
| 763290 | 2011 YA15                | 26 dicembre 2011  | Mount Lemmon Survey |
| 763291 | 2011 YO31                | 25 novembre 2011  | Pan-STARRS          |
| 763292 | 2011 YJ34                | 26 dicembre 2011  | Spacewatch          |
| 763293 | 2011 YK34                | 28 novembre 2011  | Mount Lemmon Survey |
| 763294 | 2011 YH36                | 26 dicembre 2011  | Spacewatch          |
| 763295 | 2011 YE43                | 9 marzo 2003      | Kitt Peak Obs.      |
| 763296 | 2011 YZ45                | 27 dicembre 2011  | Spacewatch          |
| 763297 | 2011 YO47                | 2 dicembre 2011   | ESA OGS             |
| 763298 | 2011 YY48                | 25 dicembre 2011  | Mount Lemmon Survey |
| 763299 | 2011 YV49                | 29 ottobre 2006   | Mount Lemmon Survey |
| 763300 | 2011 YO53                | 27 dicembre 2011  | Mount Lemmon Survey |

## 763301–763400
| Nome   | Designazione provvisoria | Data di scoperta  | Scopritore          |
| ------ | ------------------------ | ----------------- | ------------------- |
| 763301 | 2011 YM55                | 29 dicembre 2011  | Spacewatch          |
| 763302 | 2011 YE58                | 25 dicembre 2011  | Spacewatch          |
| 763303 | 2011 YG58                | 26 novembre 2011  | Mount Lemmon Survey |
| 763304 | 2011 YH58                | 28 febbraio 2008  | Spacewatch          |
| 763305 | 2011 YR60                | 29 dicembre 2011  | Spacewatch          |
| 763306 | 2011 YB61                | 29 dicembre 2011  | Spacewatch          |
| 763307 | 2011 YA64                | 22 ottobre 2011   | Mount Lemmon Survey |
| 763308 | 2011 YK66                | 31 dicembre 2011  | Spacewatch          |
| 763309 | 2011 YQ76                | 13 settembre 2005 | Spacewatch          |
| 763310 | 2011 YA81                | 28 dicembre 2011  | Spacewatch          |
| 763311 | 2011 YL82                | 29 dicembre 2011  | Mount Lemmon Survey |
| 763312 | 2011 YM85                | 18 dicembre 2015  | Mount Lemmon Survey |
| 763313 | 2011 YO85                | 21 novembre 2014  | Pan-STARRS          |
| 763314 | 2011 YX86                | 21 ottobre 2015   | Pan-STARRS          |
| 763315 | 2011 YP87                | 2 aprile 2017     | Pan-STARRS          |
| 763316 | 2011 YC88                | 21 marzo 2017     | Pan-STARRS          |
| 763317 | 2011 YD88                | 21 febbraio 2017  | Pan-STARRS          |
| 763318 | 2011 YX88                | 9 settembre 2015  | Pan-STARRS          |
| 763319 | 2011 YP89                | 26 dicembre 2011  | Spacewatch          |
| 763320 | 2011 YR90                | 29 dicembre 2011  | Spacewatch          |
| 763321 | 2011 YZ90                | 27 dicembre 2011  | Mount Lemmon Survey |
| 763322 | 2011 YQ91                | 31 dicembre 2011  | Spacewatch          |
| 763323 | 2011 YG92                | 18 dicembre 2011  | ESA OGS             |
| 763324 | 2011 YH94                | 29 dicembre 2011  | Mount Lemmon Survey |
| 763325 | 2011 YX95                | 29 dicembre 2011  | Mount Lemmon Survey |
| 763326 | 2011 YS96                | 26 dicembre 2011  | Spacewatch          |
| 763327 | 2011 YE97                | 27 dicembre 2011  | Mount Lemmon Survey |
| 763328 | 2011 YL97                | 29 dicembre 2011  | Mount Lemmon Survey |
| 763329 | 2011 YY97                | 29 dicembre 2011  | Spacewatch          |
| 763330 | 2011 YL98                | 30 dicembre 2011  | Spacewatch          |
| 763331 | 2011 YM98                | 27 dicembre 2011  | Mount Lemmon Survey |
| 763332 | 2011 YC100               | 30 dicembre 2011  | Spacewatch          |
| 763333 | 2012 AT5                 | 27 novembre 2011  | Mount Lemmon Survey |
| 763334 | 2012 AV12                | 27 novembre 2011  | Mount Lemmon Survey |
| 763335 | 2012 AM18                | 20 gennaio 2012   | Mount Lemmon Survey |
| 763336 | 2012 AP19                | 31 dicembre 2011  | Spacewatch          |
| 763337 | 2012 AY23                | 26 novembre 2011  | Mount Lemmon Survey |
| 763338 | 2012 AG25                | 3 gennaio 2012    | Spacewatch          |
| 763339 | 2012 AM25                | 4 gennaio 2012    | Mount Lemmon Survey |
| 763340 | 2012 AG27                | 14 gennaio 2012   | Spacewatch          |
| 763341 | 2012 AZ27                | 25 luglio 2014    | Pan-STARRS          |
| 763342 | 2012 AG29                | 4 gennaio 2012    | Mount Lemmon Survey |
| 763343 | 2012 AR29                | 29 marzo 2017     | Pan-STARRS          |
| 763344 | 2012 AS29                | 2 gennaio 2012    | Mount Lemmon Survey |
| 763345 | 2012 AB30                | 1 gennaio 2012    | Mount Lemmon Survey |
| 763346 | 2012 AJ30                | 16 aprile 2013    | CTIO-DECam          |
| 763347 | 2012 AK31                | 3 gennaio 2012    | Spacewatch          |
| 763348 | 2012 AO33                | 2 gennaio 2012    | Mount Lemmon Survey |
| 763349 | 2012 AY33                | 1 gennaio 2012    | Mount Lemmon Survey |
| 763350 | 2012 AB35                | 14 gennaio 2012   | Spacewatch          |
| 763351 | 2012 AD36                | 3 gennaio 2012    | Mount Lemmon Survey |
| 763352 | 2012 AH36                | 2 gennaio 2012    | Mount Lemmon Survey |
| 763353 | 2012 AO36                | 4 gennaio 2012    | Mount Lemmon Survey |
| 763354 | 2012 AF37                | 1 gennaio 2012    | Mount Lemmon Survey |
| 763355 | 2012 BP5                 | 18 gennaio 2012   | Mount Lemmon Survey |
| 763356 | 2012 BA19                | 19 gennaio 2012   | Pan-STARRS          |
| 763357 | 2012 BN20                | 19 gennaio 2012   | Mount Lemmon Survey |
| 763358 | 2012 BN27                | 15 marzo 2004     | Spacewatch          |
| 763359 | 2012 BQ27                | 31 gennaio 2009   | Mount Lemmon Survey |
| 763360 | 2012 BN35                | 25 ottobre 2011   | Pan-STARRS          |
| 763361 | 2012 BJ36                | 19 gennaio 2012   | Mount Lemmon Survey |
| 763362 | 2012 BV36                | 19 gennaio 2012   | Mount Lemmon Survey |
| 763363 | 2012 BQ44                | 15 settembre 2007 | Mount Lemmon Survey |
| 763364 | 2012 BE46                | 19 gennaio 2012   | Mount Lemmon Survey |
| 763365 | 2012 BT46                | 19 gennaio 2012   | Mount Lemmon Survey |
| 763366 | 2012 BB48                | 4 gennaio 2012    | Spacewatch          |
| 763367 | 2012 BD50                | 4 gennaio 2012    | Mount Lemmon Survey |
| 763368 | 2012 BR51                | 21 gennaio 2012   | Spacewatch          |
| 763369 | 2012 BP54                | 21 gennaio 2012   | Pan-STARRS          |
| 763370 | 2012 BV59                | 18 gennaio 2012   | Mount Lemmon Survey |
| 763371 | 2012 BO61                | 26 gennaio 2012   | Pan-STARRS          |
| 763372 | 2012 BR62                | 20 gennaio 2012   | Mount Lemmon Survey |
| 763373 | 2012 BF63                | 29 settembre 2010 | Mount Lemmon Survey |
| 763374 | 2012 BH63                | 20 gennaio 2012   | Mount Lemmon Survey |
| 763375 | 2012 BB65                | 20 gennaio 2012   | Mount Lemmon Survey |
| 763376 | 2012 BD69                | 4 settembre 2010  | Mount Lemmon Survey |
| 763377 | 2012 BH72                | 21 gennaio 2012   | Spacewatch          |
| 763378 | 2012 BF78                | 21 gennaio 2012   | Spacewatch          |
| 763379 | 2012 BQ80                | 27 gennaio 2012   | Mount Lemmon Survey |
| 763380 | 2012 BP83                | 27 gennaio 2012   | Mount Lemmon Survey |
| 763381 | 2012 BT89                | 26 gennaio 2012   | Spacewatch          |
| 763382 | 2012 BN92                | 18 gennaio 2012   | Spacewatch          |
| 763383 | 2012 BZ92                | 30 settembre 2006 | Mount Lemmon Survey |
| 763384 | 2012 BX94                | 20 gennaio 2012   | Spacewatch          |
| 763385 | 2012 BH104               | 29 dicembre 2011  | Mount Lemmon Survey |
| 763386 | 2012 BU104               | 1 gennaio 2012    | A. Szing            |
| 763387 | 2012 BU107               | 23 settembre 2008 | Spacewatch          |
| 763388 | 2012 BZ112               | 27 gennaio 2012   | Spacewatch          |
| 763389 | 2012 BY113               | 27 gennaio 2012   | Mount Lemmon Survey |
| 763390 | 2012 BJ114               | 27 gennaio 2012   | Mount Lemmon Survey |
| 763391 | 2012 BY114               | 4 marzo 2005      | Mount Lemmon Survey |
| 763392 | 2012 BW115               | 27 gennaio 2012   | Mount Lemmon Survey |
| 763393 | 2012 BX118               | 27 gennaio 2012   | Mount Lemmon Survey |
| 763394 | 2012 BA120               | 27 settembre 2006 | Spacewatch          |
| 763395 | 2012 BO121               | 29 gennaio 2012   | Pan-STARRS          |
| 763396 | 2012 BK123               | 2 gennaio 2012    | Mount Lemmon Survey |
| 763397 | 2012 BV125               | 29 gennaio 2012   | Spacewatch          |
| 763398 | 2012 BO126               | 21 gennaio 2012   | Pan-STARRS          |
| 763399 | 2012 BC128               | 19 gennaio 2012   | Spacewatch          |
| 763400 | 2012 BG129               | 20 novembre 2006  | Spacewatch          |

## 763401–763500
| Nome   | Designazione provvisoria | Data di scoperta  | Scopritore                              |
| ------ | ------------------------ | ----------------- | --------------------------------------- |
| 763401 | 2012 BK135               | 18 gennaio 2012   | Mount Lemmon Survey                     |
| 763402 | 2012 BP142               | 20 gennaio 2012   | L. Elenin                               |
| 763403 | 2012 BA148               | 27 gennaio 2012   | Mount Lemmon Survey                     |
| 763404 | 2012 BK148               | 27 gennaio 2012   | Mount Lemmon Survey                     |
| 763405 | 2012 BY149               | 18 gennaio 2012   | Spacewatch                              |
| 763406 | 2012 BQ155               | 19 gennaio 2012   | Pan-STARRS                              |
| 763407 | 2012 BA156               | 18 gennaio 2012   | CSS                                     |
| 763408 | 2012 BN157               | 17 gennaio 2012   | L. Bernasconi                           |
| 763409 | 2012 BQ157               | 19 gennaio 2012   | Pan-STARRS                              |
| 763410 | 2012 BR158               | 21 gennaio 2012   | Spacewatch                              |
| 763411 | 2012 BE159               | 27 gennaio 2012   | Spacewatch                              |
| 763412 | 2012 BF159               | 29 gennaio 2012   | Spacewatch                              |
| 763413 | 2012 BX160               | 29 gennaio 2012   | Mount Lemmon Survey                     |
| 763414 | 2012 BZ162               | 27 gennaio 2012   | Mount Lemmon Survey                     |
| 763415 | 2012 BZ163               | 27 gennaio 2012   | Mount Lemmon Survey                     |
| 763416 | 2012 BO164               | 30 gennaio 2012   | Mount Lemmon Survey                     |
| 763417 | 2012 BP165               | 19 gennaio 2012   | Pan-STARRS                              |
| 763418 | 2012 BT165               | 20 gennaio 2012   | Pan-STARRS                              |
| 763419 | 2012 BW166               | 26 gennaio 2012   | Mount Lemmon Survey                     |
| 763420 | 2012 BF167               | 31 gennaio 2012   | Mount Lemmon Survey                     |
| 763421 | 2012 BN167               | 28 agosto 2014    | Pan-STARRS                              |
| 763422 | 2012 BZ167               | 27 gennaio 2012   | Mount Lemmon Survey                     |
| 763423 | 2012 BA168               | 27 gennaio 2012   | Mount Lemmon Survey                     |
| 763424 | 2012 BB168               | 20 gennaio 2012   | Mount Lemmon Survey                     |
| 763425 | 2012 BK168               | 26 gennaio 2012   | Spacewatch                              |
| 763426 | 2012 BP168               | 27 gennaio 2012   | Mount Lemmon Survey                     |
| 763427 | 2012 BR168               | 25 gennaio 2012   | Pan-STARRS                              |
| 763428 | 2012 BS169               | 29 marzo 2017     | Pan-STARRS                              |
| 763429 | 2012 BV169               | 21 gennaio 2012   | Spacewatch                              |
| 763430 | 2012 BF171               | 26 gennaio 2012   | Mount Lemmon Survey                     |
| 763431 | 2012 BN171               | 6 aprile 2017     | Pan-STARRS                              |
| 763432 | 2012 BM172               | 26 gennaio 2012   | Pan-STARRS                              |
| 763433 | 2012 BY172               | 27 aprile 2017    | Pan-STARRS                              |
| 763434 | 2012 BA173               | 6 aprile 2017     | Pan-STARRS                              |
| 763435 | 2012 BK174               | 19 gennaio 2012   | Pan-STARRS                              |
| 763436 | 2012 BQ174               | 19 gennaio 2012   | Pan-STARRS                              |
| 763437 | 2012 BE175               | 26 gennaio 2012   | Mount Lemmon Survey                     |
| 763438 | 2012 BC176               | 20 gennaio 2012   | Pan-STARRS                              |
| 763439 | 2012 BL178               | 19 gennaio 2012   | Pan-STARRS                              |
| 763440 | 2012 BM180               | 26 gennaio 2012   | Mount Lemmon Survey                     |
| 763441 | 2012 BH181               | 20 gennaio 2012   | Mount Lemmon Survey                     |
| 763442 | 2012 BM181               | 18 gennaio 2012   | Spacewatch                              |
| 763443 | 2012 BS183               | 21 gennaio 2012   | Spacewatch                              |
| 763444 | 2012 BC185               | 19 gennaio 2012   | Pan-STARRS                              |
| 763445 | 2012 BB186               | 27 gennaio 2012   | Mount Lemmon Survey                     |
| 763446 | 2012 BN186               | 26 gennaio 2012   | Mount Lemmon Survey                     |
| 763447 | 2012 BM187               | 18 gennaio 2012   | Mount Lemmon Survey                     |
| 763448 | 2012 CU9                 | 3 febbraio 2012   | Pan-STARRS                              |
| 763449 | 2012 CJ14                | 21 gennaio 2012   | Spacewatch                              |
| 763450 | 2012 CS26                | 11 febbraio 2012  | Mount Lemmon Survey                     |
| 763451 | 2012 CT31                | 14 febbraio 2012  | Pan-STARRS                              |
| 763452 | 2012 CM36                | 13 novembre 2010  | Mount Lemmon Survey                     |
| 763453 | 2012 CA39                | 21 gennaio 2012   | Spacewatch                              |
| 763454 | 2012 CP42                | 19 gennaio 2012   | Pan-STARRS                              |
| 763455 | 2012 CD48                | 1 febbraio 2012   | Mount Lemmon Survey                     |
| 763456 | 2012 CO49                | 30 gennaio 2012   | Mount Lemmon Survey                     |
| 763457 | 2012 CN55                | 1 aprile 2008     | Mount Lemmon Survey                     |
| 763458 | 2012 CO60                | 11 febbraio 2012  | Mount Lemmon Survey                     |
| 763459 | 2012 CR60                | 3 febbraio 2012   | Pan-STARRS                              |
| 763460 | 2012 CH61                | 15 maggio 2013    | Spacewatch                              |
| 763461 | 2012 CK63                | 5 luglio 2016     | Mount Lemmon Survey                     |
| 763462 | 2012 CN63                | 3 dicembre 2015   | Pan-STARRS                              |
| 763463 | 2012 CS63                | 30 luglio 2014    | Pan-STARRS                              |
| 763464 | 2012 CG64                | 22 novembre 2014  | Pan-STARRS                              |
| 763465 | 2012 CY64                | 27 ottobre 2017   | Pan-STARRS                              |
| 763466 | 2012 CF65                | 3 febbraio 2012   | Pan-STARRS                              |
| 763467 | 2012 CK65                | 2 febbraio 2012   | Spacewatch                              |
| 763468 | 2012 CZ65                | 30 luglio 2014    | Pan-STARRS                              |
| 763469 | 2012 CG66                | 3 febbraio 2012   | Pan-STARRS                              |
| 763470 | 2012 CU66                | 15 febbraio 2012  | Pan-STARRS                              |
| 763471 | 2012 CF67                | 1 febbraio 2012   | Mount Lemmon Survey                     |
| 763472 | 2012 CH69                | 3 febbraio 2012   | Pan-STARRS                              |
| 763473 | 2012 CS69                | 3 febbraio 2012   | Pan-STARRS                              |
| 763474 | 2012 CY69                | 13 febbraio 2012  | Pan-STARRS                              |
| 763475 | 2012 CN70                | 3 febbraio 2012   | Pan-STARRS                              |
| 763476 | 2012 CC72                | 1 febbraio 2012   | Mount Lemmon Survey                     |
| 763477 | 2012 CQ73                | 3 febbraio 2012   | Mount Lemmon Survey                     |
| 763478 | 2012 DS2                 | 16 febbraio 2012  | Pan-STARRS                              |
| 763479 | 2012 DR12                | 18 gennaio 2012   | CSS                                     |
| 763480 | 2012 DU16                | 16 febbraio 2012  | Pan-STARRS                              |
| 763481 | 2012 DJ18                | 1 febbraio 2012   | Mount Lemmon Survey                     |
| 763482 | 2012 DK24                | 3 febbraio 2012   | Mount Lemmon Survey                     |
| 763483 | 2012 DM28                | 22 febbraio 2012  | Spacewatch                              |
| 763484 | 2012 DH29                | 22 febbraio 2012  | Spacewatch                              |
| 763485 | 2012 DF36                | 20 gennaio 2012   | Pan-STARRS                              |
| 763486 | 2012 DD37                | 25 febbraio 2012  | Spacewatch                              |
| 763487 | 2012 DO50                | 22 febbraio 2012  | Spacewatch                              |
| 763488 | 2012 DZ51                | 26 febbraio 2012  | Osservatorio del Roque de los Muchachos |
| 763489 | 2012 DJ55                | 30 gennaio 2012   | Spacewatch                              |
| 763490 | 2012 DM56                | 25 febbraio 2012  | Mount Lemmon Survey                     |
| 763491 | 2012 DO63                | 27 gennaio 2012   | Mount Lemmon Survey                     |
| 763492 | 2012 DE65                | 21 febbraio 2007  | Spacewatch                              |
| 763493 | 2012 DL65                | 20 gennaio 2008   | Spacewatch                              |
| 763494 | 2012 DL68                | 25 febbraio 2012  | Mount Lemmon Survey                     |
| 763495 | 2012 DM69                | 27 gennaio 2012   | Spacewatch                              |
| 763496 | 2012 DT71                | 19 gennaio 2012   | Pan-STARRS                              |
| 763497 | 2012 DY74                | 23 febbraio 2012  | Mount Lemmon Survey                     |
| 763498 | 2012 DG80                | 14 settembre 2007 | Mount Lemmon Survey                     |
| 763499 | 2012 DW93                | 3 febbraio 2012   | Pan-STARRS                              |
| 763500 | 2012 DY93                | 1 ottobre 2003    | Spacewatch                              |

## 763501–763600
| Nome   | Designazione provvisoria | Data di scoperta  | Scopritore               |
| ------ | ------------------------ | ----------------- | ------------------------ |
| 763501 | 2012 DD100               | 23 febbraio 2012  | Spacewatch               |
| 763502 | 2012 DS100               | 10 ottobre 2010   | Mount Lemmon Survey      |
| 763503 | 2012 DY101               | 27 agosto 2009    | Spacewatch               |
| 763504 | 2012 DE104               | 27 febbraio 2012  | Pan-STARRS               |
| 763505 | 2012 DZ104               | 28 febbraio 2012  | Pan-STARRS               |
| 763506 | 2012 DH107               | 25 febbraio 2012  | Spacewatch               |
| 763507 | 2012 DO107               | 25 febbraio 2012  | Mount Lemmon Survey      |
| 763508 | 2012 DX107               | 26 febbraio 2012  | Pan-STARRS               |
| 763509 | 2012 DR111               | 21 febbraio 2012  | Mount Lemmon Survey      |
| 763510 | 2012 DB112               | 26 febbraio 2012  | Mount Lemmon Survey      |
| 763511 | 2012 DF112               | 25 luglio 2014    | ESA OGS                  |
| 763512 | 2012 DS112               | 27 gennaio 2017   | Pan-STARRS               |
| 763513 | 2012 DE113               | 16 febbraio 2012  | Pan-STARRS               |
| 763514 | 2012 DF115               | 22 agosto 2014    | Pan-STARRS               |
| 763515 | 2012 DY115               | 15 giugno 2018    | Pan-STARRS               |
| 763516 | 2012 DN116               | 19 febbraio 2012  | Spacewatch               |
| 763517 | 2012 DP116               | 27 febbraio 2012  | Pan-STARRS               |
| 763518 | 2012 DO117               | 21 febbraio 2012  | Spacewatch               |
| 763519 | 2012 DW117               | 25 febbraio 2012  | Mount Lemmon Survey      |
| 763520 | 2012 DY118               | 27 febbraio 2012  | Pan-STARRS               |
| 763521 | 2012 DB119               | 27 febbraio 2012  | Pan-STARRS               |
| 763522 | 2012 DW120               | 19 gennaio 2012   | Mount Lemmon Survey      |
| 763523 | 2012 DO122               | 23 febbraio 2012  | Mount Lemmon Survey      |
| 763524 | 2012 DU122               | 16 febbraio 2012  | L. Elenin                |
| 763525 | 2012 DY122               | 27 febbraio 2012  | Pan-STARRS               |
| 763526 | 2012 DH123               | 24 febbraio 2012  | Pan-STARRS               |
| 763527 | 2012 DJ124               | 27 febbraio 2012  | Pan-STARRS               |
| 763528 | 2012 DQ125               | 27 febbraio 2012  | Pan-STARRS               |
| 763529 | 2012 DE128               | 27 febbraio 2012  | Spacewatch               |
| 763530 | 2012 DV128               | 27 febbraio 2012  | Pan-STARRS               |
| 763531 | 2012 DH129               | 28 febbraio 2012  | Pan-STARRS               |
| 763532 | 2012 DM133               | 28 febbraio 2012  | Pan-STARRS               |
| 763533 | 2012 EN6                 | 21 febbraio 2012  | R. P. Boyle, V. Laugalys |
| 763534 | 2012 EJ16                | 14 marzo 2012     | PTF                      |
| 763535 | 2012 ET19                | 14 marzo 2012     | Mount Lemmon Survey      |
| 763536 | 2012 EZ20                | 14 marzo 2012     | Mount Lemmon Survey      |
| 763537 | 2012 EJ21                | 19 settembre 2014 | Pan-STARRS               |
| 763538 | 2012 ES22                | 15 marzo 2012     | Mount Lemmon Survey      |
| 763539 | 2012 EA23                | 2 marzo 2012      | Spacewatch               |
| 763540 | 2012 ES25                | 1 marzo 2012      | Mount Lemmon Survey      |
| 763541 | 2012 EK26                | 4 marzo 2012      | Mount Lemmon Survey      |
| 763542 | 2012 EU26                | 15 marzo 2012     | Mount Lemmon Survey      |
| 763543 | 2012 ED28                | 14 marzo 2012     | Mount Lemmon Survey      |
| 763544 | 2012 EH29                | 13 marzo 2012     | Mount Lemmon Survey      |
| 763545 | 2012 EM32                | 13 marzo 2012     | Mount Lemmon Survey      |
| 763546 | 2012 FA2                 | 19 gennaio 2012   | Pan-STARRS               |
| 763547 | 2012 FO3                 | 15 marzo 2012     | Mount Lemmon Survey      |
| 763548 | 2012 FP3                 | 16 marzo 2012     | Pan-STARRS               |
| 763549 | 2012 FR3                 | 23 febbraio 2012  | CSS                      |
| 763550 | 2012 FC19                | 13 marzo 2012     | Mount Lemmon Survey      |
| 763551 | 2012 FO19                | 17 marzo 2012     | Mount Lemmon Survey      |
| 763552 | 2012 FN21                | 17 marzo 2012     | Mount Lemmon Survey      |
| 763553 | 2012 FP26                | 16 ottobre 2009   | Mount Lemmon Survey      |
| 763554 | 2012 FT38                | 15 marzo 2012     | Mount Lemmon Survey      |
| 763555 | 2012 FC41                | 26 febbraio 2007  | Mount Lemmon Survey      |
| 763556 | 2012 FY42                | 25 marzo 2012     | Mount Lemmon Survey      |
| 763557 | 2012 FB47                | 7 dicembre 2005   | Spacewatch               |
| 763558 | 2012 FC47                | 28 febbraio 2012  | Pan-STARRS               |
| 763559 | 2012 FD51                | 24 marzo 2012     | Mount Lemmon Survey      |
| 763560 | 2012 FT64                | 15 marzo 2012     | Spacewatch               |
| 763561 | 2012 FV68                | 16 marzo 2012     | Mount Lemmon Survey      |
| 763562 | 2012 FO75                | 16 marzo 2012     | Pan-STARRS               |
| 763563 | 2012 FB86                | 24 marzo 2012     | Spacewatch               |
| 763564 | 2012 FL86                | 28 marzo 2012     | Mount Lemmon Survey      |
| 763565 | 2012 FK87                | 24 marzo 2012     | Spacewatch               |
| 763566 | 2012 FK88                | 29 marzo 2012     | Mount Lemmon Survey      |
| 763567 | 2012 FS88                | 17 marzo 2012     | Mount Lemmon Survey      |
| 763568 | 2012 FU88                | 23 marzo 2012     | Mount Lemmon Survey      |
| 763569 | 2012 FV88                | 23 gennaio 2006   | Spacewatch               |
| 763570 | 2012 FB89                | 24 marzo 2012     | Spacewatch               |
| 763571 | 2012 FD89                | 28 marzo 2012     | Mount Lemmon Survey      |
| 763572 | 2012 FB90                | 26 settembre 1995 | Spacewatch               |
| 763573 | 2012 FQ90                | 27 marzo 2012     | Mount Lemmon Survey      |
| 763574 | 2012 FE91                | 20 marzo 2012     | Pan-STARRS               |
| 763575 | 2012 FT91                | 7 dicembre 2015   | Pan-STARRS               |
| 763576 | 2012 FJ92                | 31 marzo 2012     | Mount Lemmon Survey      |
| 763577 | 2012 FT93                | 22 marzo 2012     | Mount Lemmon Survey      |
| 763578 | 2012 FD94                | 24 marzo 2012     | Mount Lemmon Survey      |
| 763579 | 2012 FH94                | 19 gennaio 2015   | Pan-STARRS               |
| 763580 | 2012 FO94                | 4 luglio 2016     | Pan-STARRS               |
| 763581 | 2012 FQ94                | 28 marzo 2012     | Mount Lemmon Survey      |
| 763582 | 2012 FM95                | 29 marzo 2012     | Spacewatch               |
| 763583 | 2012 FO96                | 21 marzo 2012     | Mount Lemmon Survey      |
| 763584 | 2012 FX96                | 9 luglio 2016     | Spacewatch               |
| 763585 | 2012 FS97                | 25 ottobre 2014   | Mount Lemmon Survey      |
| 763586 | 2012 FY97                | 14 agosto 2013    | Pan-STARRS               |
| 763587 | 2012 FF98                | 29 marzo 2012     | Pan-STARRS               |
| 763588 | 2012 FK98                | 20 marzo 2017     | Pan-STARRS               |
| 763589 | 2012 FR98                | 28 marzo 2012     | Mount Lemmon Survey      |
| 763590 | 2012 FW98                | 24 marzo 2012     | Mount Lemmon Survey      |
| 763591 | 2012 FA99                | 21 gennaio 2002   | Spacewatch               |
| 763592 | 2012 FL99                | 28 marzo 2012     | Spacewatch               |
| 763593 | 2012 FO99                | 30 marzo 2012     | Mount Lemmon Survey      |
| 763594 | 2012 FP99                | 28 marzo 2012     | Mount Lemmon Survey      |
| 763595 | 2012 FF100               | 25 marzo 2012     | Mount Lemmon Survey      |
| 763596 | 2012 FU100               | 16 marzo 2012     | Mount Lemmon Survey      |
| 763597 | 2012 FS101               | 27 marzo 2012     | Spacewatch               |
| 763598 | 2012 FY101               | 25 maggio 2003    | Spacewatch               |
| 763599 | 2012 FH102               | 16 marzo 2012     | Mount Lemmon Survey      |
| 763600 | 2012 FK105               | 29 marzo 2012     | Pan-STARRS               |

## 763601–763700
| Nome   | Designazione provvisoria | Data di scoperta  | Scopritore                |
| ------ | ------------------------ | ----------------- | ------------------------- |
| 763601 | 2012 FE111               | 28 marzo 2012     | Spacewatch                |
| 763602 | 2012 FX112               | 16 marzo 2012     | Mount Lemmon Survey       |
| 763603 | 2012 FA113               | 29 marzo 2012     | Pan-STARRS                |
| 763604 | 2012 FB113               | 29 marzo 2012     | Pan-STARRS                |
| 763605 | 2012 FH114               | 22 marzo 2012     | Mount Lemmon Survey       |
| 763606 | 2012 GF3                 | 11 aprile 2012    | Mount Lemmon Survey       |
| 763607 | 2012 GO3                 | 27 marzo 2012     | Spacewatch                |
| 763608 | 2012 GQ4                 | 10 marzo 2005     | Mount Lemmon Survey       |
| 763609 | 2012 GD6                 | 23 marzo 2012     | Mount Lemmon Survey       |
| 763610 | 2012 GO9                 | 13 aprile 2012    | Pan-STARRS                |
| 763611 | 2012 GF10                | 1 marzo 2012      | Mount Lemmon Survey       |
| 763612 | 2012 GP19                | 24 ottobre 2009   | Spacewatch                |
| 763613 | 2012 GQ20                | 10 maggio 2003    | Spacewatch                |
| 763614 | 2012 GY32                | 28 marzo 2012     | Spacewatch                |
| 763615 | 2012 GO33                | 13 aprile 2012    | Pan-STARRS                |
| 763616 | 2012 GX34                | 17 marzo 2012     | Spacewatch                |
| 763617 | 2012 GL36                | 16 marzo 2012     | Spacewatch                |
| 763618 | 2012 GX39                | 16 marzo 2012     | Spacewatch                |
| 763619 | 2012 GV41                | 29 agosto 2009    | Spacewatch                |
| 763620 | 2012 GC42                | 3 ottobre 2013    | Pan-STARRS                |
| 763621 | 2012 GM42                | 22 gennaio 2015   | Pan-STARRS                |
| 763622 | 2012 GR42                | 4 agosto 2013     | Pan-STARRS                |
| 763623 | 2012 GK43                | 4 agosto 2013     | Pan-STARRS                |
| 763624 | 2012 GN43                | 1 aprile 2012     | Mount Lemmon Survey       |
| 763625 | 2012 GM44                | 12 aprile 2012    | Pan-STARRS                |
| 763626 | 2012 GQ44                | 1 aprile 2012     | Pan-STARRS                |
| 763627 | 2012 GT44                | 15 aprile 2012    | Pan-STARRS                |
| 763628 | 2012 GX44                | 13 luglio 2013    | Pan-STARRS                |
| 763629 | 2012 GV45                | 24 gennaio 2015   | Pan-STARRS                |
| 763630 | 2012 GJ46                | 4 gennaio 2016    | Pan-STARRS                |
| 763631 | 2012 GC47                | 4 gennaio 2016    | Pan-STARRS                |
| 763632 | 2012 GP47                | 18 settembre 2014 | Pan-STARRS                |
| 763633 | 2012 GR47                | 13 gennaio 2016   | Spacewatch                |
| 763634 | 2012 GS47                | 19 settembre 1998 | SDSS Collaboration        |
| 763635 | 2012 GU47                | 15 aprile 2012    | Pan-STARRS                |
| 763636 | 2012 GB48                | 9 febbraio 2016   | Pan-STARRS                |
| 763637 | 2012 GP48                | 15 aprile 2012    | Pan-STARRS                |
| 763638 | 2012 GT50                | 1 aprile 2012     | Pan-STARRS                |
| 763639 | 2012 GY51                | 15 aprile 2012    | Pan-STARRS                |
| 763640 | 2012 GD52                | 1 aprile 2012     | Pan-STARRS                |
| 763641 | 2012 HQ4                 | 16 marzo 2012     | Mount Lemmon Survey       |
| 763642 | 2012 HB15                | 27 marzo 2012     | CSS                       |
| 763643 | 2012 HD21                | 23 marzo 2012     | Spacewatch                |
| 763644 | 2012 HU32                | 19 aprile 2012    | Spacewatch                |
| 763645 | 2012 HV32                | 27 aprile 2012    | Pan-STARRS                |
| 763646 | 2012 HZ32                | 27 aprile 2012    | Pan-STARRS                |
| 763647 | 2012 HL38                | 19 aprile 2012    | Spacewatch                |
| 763648 | 2012 HG41                | 16 aprile 2012    | Pan-STARRS                |
| 763649 | 2012 HK43                | 19 novembre 2009  | Mount Lemmon Survey       |
| 763650 | 2012 HW43                | 19 aprile 2012    | Mount Lemmon Survey       |
| 763651 | 2012 HP45                | 28 marzo 2012     | Spacewatch                |
| 763652 | 2012 HE48                | 18 aprile 2005    | Spacewatch                |
| 763653 | 2012 HP58                | 25 marzo 2012     | Spacewatch                |
| 763654 | 2012 HF61                | 19 aprile 2012    | Mount Lemmon Survey       |
| 763655 | 2012 HR61                | 2 gennaio 2011    | Mount Lemmon Survey       |
| 763656 | 2012 HW61                | 20 aprile 2012    | Mount Lemmon Survey       |
| 763657 | 2012 HH63                | 31 gennaio 2012   | Pan-STARRS                |
| 763658 | 2012 HB67                | 15 aprile 2012    | Pan-STARRS                |
| 763659 | 2012 HG67                | 20 settembre 2009 | Mount Lemmon Survey       |
| 763660 | 2012 HM84                | 20 aprile 2012    | CSS                       |
| 763661 | 2012 HS85                | 26 marzo 2008     | Mount Lemmon Survey       |
| 763662 | 2012 HU85                | 20 aprile 2012    | Mount Lemmon Survey       |
| 763663 | 2012 HM86                | 20 aprile 2012    | Spacewatch                |
| 763664 | 2012 HV86                | 23 aprile 2012    | Spacewatch                |
| 763665 | 2012 HO87                | 17 agosto 2009    | Spacewatch                |
| 763666 | 2012 HX87                | 2 aprile 2011     | Pan-STARRS                |
| 763667 | 2012 HL89                | 24 aprile 2012    | Pan-STARRS                |
| 763668 | 2012 HN89                | 21 aprile 2012    | Mount Lemmon Survey       |
| 763669 | 2012 HO89                | 27 aprile 2012    | Mount Lemmon Survey       |
| 763670 | 2012 HP89                | 15 agosto 2013    | Pan-STARRS                |
| 763671 | 2012 HQ90                | 27 aprile 2012    | Pan-STARRS                |
| 763672 | 2012 HU90                | 27 aprile 2012    | Pan-STARRS                |
| 763673 | 2012 HW91                | 21 aprile 2012    | Mount Lemmon Survey       |
| 763674 | 2012 HX92                | 27 aprile 2012    | Pan-STARRS                |
| 763675 | 2012 HY92                | 29 aprile 2012    | Spacewatch                |
| 763676 | 2012 HR93                | 27 aprile 2012    | Pan-STARRS                |
| 763677 | 2012 HV93                | 25 ottobre 2014   | Mount Lemmon Survey       |
| 763678 | 2012 HW94                | 14 agosto 2013    | Pan-STARRS                |
| 763679 | 2012 HD96                | 22 gennaio 2015   | Pan-STARRS                |
| 763680 | 2012 HT96                | 20 ottobre 2014   | Mount Lemmon Survey       |
| 763681 | 2012 HL97                | 30 gennaio 2017   | Pan-STARRS                |
| 763682 | 2012 HQ97                | 17 ottobre 2014   | Mount Lemmon Survey       |
| 763683 | 2012 HE98                | 22 aprile 2012    | Spacewatch                |
| 763684 | 2012 HY98                | 28 aprile 2012    | Spacewatch                |
| 763685 | 2012 HA99                | 28 aprile 2012    | Spacewatch                |
| 763686 | 2012 HD101               | 16 aprile 2012    | Pan-STARRS                |
| 763687 | 2012 HJ101               | 27 aprile 2012    | Pan-STARRS                |
| 763688 | 2012 HC103               | 30 aprile 2012    | Mount Lemmon Survey       |
| 763689 | 2012 HL105               | 29 aprile 2012    | Spacewatch                |
| 763690 | 2012 HH106               | 27 aprile 2012    | Pan-STARRS                |
| 763691 | 2012 HV106               | 27 aprile 2012    | Pan-STARRS                |
| 763692 | 2012 HL107               | 20 aprile 2012    | Mount Lemmon Survey       |
| 763693 | 2012 HM109               | 28 aprile 2012    | Mount Lemmon Survey       |
| 763694 | 2012 HR109               | 27 aprile 2012    | Pan-STARRS                |
| 763695 | 2012 HH110               | 30 settembre 2005 | Osservatorio di Mauna Kea |
| 763696 | 2012 HN112               | 29 aprile 2012    | Spacewatch                |
| 763697 | 2012 HM113               | 27 aprile 2012    | Pan-STARRS                |
| 763698 | 2012 HG114               | 20 aprile 2012    | Mount Lemmon Survey       |
| 763699 | 2012 HL116               | 27 aprile 2012    | Pan-STARRS                |
| 763700 | 2012 JL14                | 15 maggio 2012    | Pan-STARRS                |

## 763701–763800
| Nome   | Designazione provvisoria | Data di scoperta | Scopritore          |
| ------ | ------------------------ | ---------------- | ------------------- |
| 763701 | 2012 JJ15                | 21 aprile 2012   | Mount Lemmon Survey |
| 763702 | 2012 JT16                | 22 aprile 2012   | Mount Lemmon Survey |
| 763703 | 2012 JT21                | 3 giugno 2005    | Spacewatch          |
| 763704 | 2012 JW28                | 29 aprile 2012   | Spacewatch          |
| 763705 | 2012 JZ34                | 1 maggio 2012    | Mount Lemmon Survey |
| 763706 | 2012 JU37                | 1 maggio 2012    | Mount Lemmon Survey |
| 763707 | 2012 JH40                | 22 aprile 2012   | Spacewatch          |
| 763708 | 2012 JW44                | 27 aprile 2001   | Spacewatch          |
| 763709 | 2012 JY47                | 9 settembre 2008 | Mount Lemmon Survey |
| 763710 | 2012 JT48                | 1 maggio 2012    | Mount Lemmon Survey |
| 763711 | 2012 JO49                | 30 aprile 2012   | Mount Lemmon Survey |
| 763712 | 2012 JM52                | 25 febbraio 2007 | Mount Lemmon Survey |
| 763713 | 2012 JL53                | 15 maggio 2012   | Pan-STARRS          |
| 763714 | 2012 JJ58                | 28 marzo 2012    | Mount Lemmon Survey |
| 763715 | 2012 JR59                | 13 maggio 2012   | Mount Lemmon Survey |
| 763716 | 2012 JA60                | 17 novembre 2009 | Spacewatch          |
| 763717 | 2012 JN61                | 14 maggio 2012   | Mount Lemmon Survey |
| 763718 | 2012 JK64                | 15 maggio 2012   | Mount Lemmon Survey |
| 763719 | 2012 JE67                | 27 febbraio 2008 | Mount Lemmon Survey |
| 763720 | 2012 JP68                | 2 maggio 2012    | Spacewatch          |
| 763721 | 2012 JY68                | 9 febbraio 2015  | Mount Lemmon Survey |
| 763722 | 2012 JS69                | 15 maggio 2012   | Mount Lemmon Survey |
| 763723 | 2012 JG70                | 12 maggio 2012   | Mount Lemmon Survey |
| 763724 | 2012 JT70                | 15 maggio 2012   | Mount Lemmon Survey |
| 763725 | 2012 JQ72                | 14 maggio 2012   | Pan-STARRS          |
| 763726 | 2012 KA8                 | 19 maggio 2012   | Pan-STARRS          |
| 763727 | 2012 KD8                 | 19 maggio 2012   | Pan-STARRS          |
| 763728 | 2012 KE13                | 16 maggio 2012   | Mount Lemmon Survey |
| 763729 | 2012 KW17                | 20 maggio 2012   | Pan-STARRS          |
| 763730 | 2012 KA23                | 27 aprile 2012   | Pan-STARRS          |
| 763731 | 2012 KV23                | 30 aprile 2012   | Mount Lemmon Survey |
| 763732 | 2012 KZ23                | 14 novembre 2010 | Spacewatch          |
| 763733 | 2012 KH25                | 1 maggio 2012    | Spacewatch          |
| 763734 | 2012 KL26                | 16 maggio 2012   | Mount Lemmon Survey |
| 763735 | 2012 KW26                | 16 maggio 2012   | Mount Lemmon Survey |
| 763736 | 2012 KY27                | 14 maggio 2005   | Spacewatch          |
| 763737 | 2012 KX29                | 18 maggio 2012   | Pan-STARRS          |
| 763738 | 2012 KL30                | 19 maggio 2012   | Mount Lemmon Survey |
| 763739 | 2012 KV38                | 11 aprile 2003   | Spacewatch          |
| 763740 | 2012 KZ38                | 20 aprile 2012   | Spacewatch          |
| 763741 | 2012 KY39                | 19 maggio 2012   | Mount Lemmon Survey |
| 763742 | 2012 KS41                | 25 febbraio 2011 | Spacewatch          |
| 763743 | 2012 KC50                | 31 maggio 2012   | Mount Lemmon Survey |
| 763744 | 2012 KF52                | 26 aprile 2017   | Pan-STARRS          |
| 763745 | 2012 KN53                | 2 gennaio 2017   | Pan-STARRS          |
| 763746 | 2012 KT53                | 30 maggio 2012   | Mount Lemmon Survey |
| 763747 | 2012 KW53                | 8 dicembre 2015  | Pan-STARRS          |
| 763748 | 2012 KN55                | 30 maggio 2012   | Mount Lemmon Survey |
| 763749 | 2012 KV58                | 1 aprile 2016    | Pan-STARRS          |
| 763750 | 2012 KX58                | 8 dicembre 2015  | Pan-STARRS          |
| 763751 | 2012 KY58                | 13 gennaio 2016  | Pan-STARRS          |
| 763752 | 2012 KH59                | 29 maggio 2012   | Mount Lemmon Survey |
| 763753 | 2012 KB61                | 27 maggio 2012   | Mount Lemmon Survey |
| 763754 | 2012 KM63                | 16 maggio 2012   | Pan-STARRS          |
| 763755 | 2012 KZ63                | 21 maggio 2012   | Pan-STARRS          |
| 763756 | 2012 KK64                | 18 maggio 2012   | Pan-STARRS          |
| 763757 | 2012 KN64                | 16 maggio 2012   | Spacewatch          |
| 763758 | 2012 KR64                | 16 maggio 2012   | Mount Lemmon Survey |
| 763759 | 2012 KE66                | 19 maggio 2012   | Mount Lemmon Survey |
| 763760 | 2012 LP                  | 8 giugno 2012    | Mount Lemmon Survey |
| 763761 | 2012 LZ                  | 29 febbraio 2012 | Mount Lemmon Survey |
| 763762 | 2012 LF8                 | 16 maggio 2012   | Pan-STARRS          |
| 763763 | 2012 LE12                | 14 giugno 2012   | Mount Lemmon Survey |
| 763764 | 2012 LY14                | 12 giugno 2012   | Spacewatch          |
| 763765 | 2012 LV23                | 14 giugno 2012   | Mount Lemmon Survey |
| 763766 | 2012 LQ27                | 5 luglio 2016    | Pan-STARRS          |
| 763767 | 2012 LA28                | 23 gennaio 2015  | Pan-STARRS          |
| 763768 | 2012 LR28                | 27 agosto 2016   | Pan-STARRS          |
| 763769 | 2012 LA29                | 5 luglio 2016    | Pan-STARRS          |
| 763770 | 2012 LR29                | 3 ottobre 2013   | Pan-STARRS          |
| 763771 | 2012 LA30                | 13 febbraio 2016 | Mount Lemmon Survey |
| 763772 | 2012 LD30                | 7 marzo 2016     | Pan-STARRS          |
| 763773 | 2012 LF30                | 9 giugno 2012    | Mount Lemmon Survey |
| 763774 | 2012 LK30                | 28 ottobre 2013  | Mount Lemmon Survey |
| 763775 | 2012 LV30                | 10 marzo 2016    | Pan-STARRS          |
| 763776 | 2012 LA32                | 13 giugno 2012   | Pan-STARRS          |
| 763777 | 2012 LB32                | 12 giugno 2012   | Mount Lemmon Survey |
| 763778 | 2012 LN32                | 9 giugno 2012    | Pan-STARRS          |
| 763779 | 2012 MG2                 | 18 giugno 2012   | Mount Lemmon Survey |
| 763780 | 2012 MD5                 | 18 giugno 2012   | Mount Lemmon Survey |
| 763781 | 2012 MZ7                 | 16 giugno 2012   | Pan-STARRS          |
| 763782 | 2012 MA13                | 16 giugno 2012   | Pan-STARRS          |
| 763783 | 2012 MH13                | 16 giugno 2012   | Pan-STARRS          |
| 763784 | 2012 MG17                | 15 maggio 2016   | Pan-STARRS          |
| 763785 | 2012 MT17                | 16 giugno 2012   | Pan-STARRS          |
| 763786 | 2012 MZ17                | 26 ottobre 2013  | Mount Lemmon Survey |
| 763787 | 2012 MA18                | 25 ottobre 2013  | Mount Lemmon Survey |
| 763788 | 2012 MX18                | 17 giugno 2012   | Mount Lemmon Survey |
| 763789 | 2012 NE1                 | 29 luglio 2004   | SSS                 |
| 763790 | 2012 OZ1                 | 22 luglio 2012   | K. Levin            |
| 763791 | 2012 OR6                 | 28 novembre 2013 | Mount Lemmon Survey |
| 763792 | 2012 OW6                 | 20 luglio 2012   | L. Elenin           |
| 763793 | 2012 PR                  | 7 agosto 2012    | Pan-STARRS          |
| 763794 | 2012 PA2                 | 8 agosto 2012    | Pan-STARRS          |
| 763795 | 2012 PD4                 | 8 agosto 2012    | Pan-STARRS          |
| 763796 | 2012 PZ4                 | 6 agosto 2012    | Pan-STARRS          |
| 763797 | 2012 PU9                 | 20 ottobre 2007  | Spacewatch          |
| 763798 | 2012 PZ10                | 10 agosto 2012   | Spacewatch          |
| 763799 | 2012 PN13                | 10 agosto 2012   | Spacewatch          |
| 763800 | 2012 PY15                | 8 ottobre 2007   | Mount Lemmon Survey |

## 763801–763900
| Nome   | Designazione provvisoria | Data di scoperta  | Scopritore                   |
| ------ | ------------------------ | ----------------- | ---------------------------- |
| 763801 | 2012 PL21                | 24 agosto 2001    | Spacewatch                   |
| 763802 | 2012 PA27                | 13 agosto 2012    | Pan-STARRS                   |
| 763803 | 2012 PK29                | 13 agosto 2012    | Pan-STARRS                   |
| 763804 | 2012 PU36                | 21 maggio 2012    | Mount Lemmon Survey          |
| 763805 | 2012 PW38                | 30 aprile 2006    | Spacewatch                   |
| 763806 | 2012 PU44                | 10 agosto 2012    | Spacewatch                   |
| 763807 | 2012 PN45                | 14 agosto 2012    | Pan-STARRS                   |
| 763808 | 2012 PH46                | 27 febbraio 2014  | M. Schwartz, P. R. Holvorcem |
| 763809 | 2012 PK47                | 7 gennaio 2014    | Spacewatch                   |
| 763810 | 2012 PS47                | 29 agosto 2016    | Mount Lemmon Survey          |
| 763811 | 2012 PM49                | 14 agosto 2012    | Pan-STARRS                   |
| 763812 | 2012 PH50                | 11 agosto 2012    | SSS                          |
| 763813 | 2012 PX50                | 15 gennaio 2015   | Pan-STARRS                   |
| 763814 | 2012 PC51                | 24 febbraio 2015  | Pan-STARRS                   |
| 763815 | 2012 PC52                | 20 agosto 2001    | Cerro Tololo Obs.            |
| 763816 | 2012 PB53                | 13 dicembre 2013  | Mount Lemmon Survey          |
| 763817 | 2012 PY54                | 13 agosto 2012    | Pan-STARRS                   |
| 763818 | 2012 PJ57                | 14 agosto 2012    | Spacewatch                   |
| 763819 | 2012 PX57                | 14 agosto 2012    | Pan-STARRS                   |
| 763820 | 2012 PZ58                | 13 agosto 2012    | Pan-STARRS                   |
| 763821 | 2012 PC59                | 10 agosto 2012    | Spacewatch                   |
| 763822 | 2012 PE65                | 13 agosto 2012    | Spacewatch                   |
| 763823 | 2012 QN1                 | 16 agosto 2012    | ESA OGS                      |
| 763824 | 2012 QW1                 | 10 aprile 2005    | Kitt Peak Obs.               |
| 763825 | 2012 QX6                 | 17 agosto 2012    | Pan-STARRS                   |
| 763826 | 2012 QU7                 | 13 agosto 2012    | Pan-STARRS                   |
| 763827 | 2012 QO9                 | 17 agosto 2012    | Pan-STARRS                   |
| 763828 | 2012 QA11                | 16 agosto 2012    | ESA OGS                      |
| 763829 | 2012 QH11                | 25 settembre 2007 | Mount Lemmon Survey          |
| 763830 | 2012 QN11                | 17 agosto 2012    | Pan-STARRS                   |
| 763831 | 2012 QS11                | 17 agosto 2012    | Pan-STARRS                   |
| 763832 | 2012 QG13                | 16 dicembre 2009  | Mount Lemmon Survey          |
| 763833 | 2012 QE16                | 16 agosto 2012    | Pan-STARRS                   |
| 763834 | 2012 QG18                | 16 agosto 2012    | ESA OGS                      |
| 763835 | 2012 QE20                | 22 agosto 2012    | Pan-STARRS                   |
| 763836 | 2012 QP21                | 24 agosto 2012    | Spacewatch                   |
| 763837 | 2012 QW21                | 22 ottobre 2003   | Spacewatch                   |
| 763838 | 2012 QO24                | 24 agosto 2012    | Spacewatch                   |
| 763839 | 2012 QX30                | 13 agosto 2012    | Spacewatch                   |
| 763840 | 2012 QT31                | 25 agosto 2012    | Spacewatch                   |
| 763841 | 2012 QQ35                | 25 agosto 2012    | Spacewatch                   |
| 763842 | 2012 QY35                | 25 agosto 2012    | Spacewatch                   |
| 763843 | 2012 QT37                | 25 agosto 2012    | Pan-STARRS                   |
| 763844 | 2012 QH38                | 25 agosto 2012    | Pan-STARRS                   |
| 763845 | 2012 QU49                | 25 agosto 2012    | K. Levin                     |
| 763846 | 2012 QW49                | 13 agosto 2012    | Pan-STARRS                   |
| 763847 | 2012 QH53                | 24 agosto 2012    | Spacewatch                   |
| 763848 | 2012 QU53                | 26 agosto 2012    | Pan-STARRS                   |
| 763849 | 2012 QD55                | 18 febbraio 2015  | Pan-STARRS                   |
| 763850 | 2012 QF56                | 16 agosto 2012    | ESA OGS                      |
| 763851 | 2012 QV56                | 26 febbraio 2015  | Mount Lemmon Survey          |
| 763852 | 2012 QW56                | 26 agosto 2012    | Pan-STARRS                   |
| 763853 | 2012 QB59                | 15 febbraio 2015  | Pan-STARRS                   |
| 763854 | 2012 QP59                | 27 novembre 2013  | Pan-STARRS                   |
| 763855 | 2012 QT59                | 26 agosto 2012    | Pan-STARRS                   |
| 763856 | 2012 QW59                | 18 gennaio 2015   | Pan-STARRS                   |
| 763857 | 2012 QA60                | 17 agosto 2012    | Pan-STARRS                   |
| 763858 | 2012 QC60                | 25 agosto 2012    | Pan-STARRS                   |
| 763859 | 2012 QK60                | 25 agosto 2012    | Pan-STARRS                   |
| 763860 | 2012 QL61                | 24 agosto 2012    | Spacewatch                   |
| 763861 | 2012 QA62                | 16 febbraio 2015  | Pan-STARRS                   |
| 763862 | 2012 QB62                | 26 agosto 2012    | Spacewatch                   |
| 763863 | 2012 QE62                | 26 agosto 2012    | Pan-STARRS                   |
| 763864 | 2012 QN63                | 5 febbraio 2016   | Pan-STARRS                   |
| 763865 | 2012 QR64                | 17 agosto 2012    | Pan-STARRS                   |
| 763866 | 2012 QX64                | 26 agosto 2012    | Spacewatch                   |
| 763867 | 2012 QF65                | 24 agosto 2012    | Spacewatch                   |
| 763868 | 2012 QT65                | 17 agosto 2012    | Pan-STARRS                   |
| 763869 | 2012 QD66                | 17 agosto 2012    | Pan-STARRS                   |
| 763870 | 2012 QW66                | 26 agosto 2012    | Pan-STARRS                   |
| 763871 | 2012 QN69                | 17 agosto 2012    | Pan-STARRS                   |
| 763872 | 2012 QQ70                | 18 agosto 2012    | ESA OGS                      |
| 763873 | 2012 QB74                | 21 agosto 2012    | R. Holmes                    |
| 763874 | 2012 QN75                | 17 agosto 2012    | Pan-STARRS                   |
| 763875 | 2012 QG76                | 26 agosto 2012    | Pan-STARRS                   |
| 763876 | 2012 QH76                | 17 agosto 2012    | Pan-STARRS                   |
| 763877 | 2012 QW76                | 26 agosto 2012    | Pan-STARRS                   |
| 763878 | 2012 QC77                | 25 agosto 2012    | Mount Lemmon Survey          |
| 763879 | 2012 QC78                | 26 agosto 2012    | Pan-STARRS                   |
| 763880 | 2012 QJ79                | 26 agosto 2012    | Pan-STARRS                   |
| 763881 | 2012 QY79                | 12 ottobre 2007   | Spacewatch                   |
| 763882 | 2012 RG2                 | 21 febbraio 2009  | Spacewatch                   |
| 763883 | 2012 RG4                 | 14 agosto 2012    | Spacewatch                   |
| 763884 | 2012 RA11                | 7 ottobre 2007    | CSS                          |
| 763885 | 2012 RU14                | 15 settembre 2012 | Mount Lemmon Survey          |
| 763886 | 2012 RO28                | 14 agosto 2012    | Pan-STARRS                   |
| 763887 | 2012 RY41                | 15 settembre 2012 | Spacewatch                   |
| 763888 | 2012 RH44                | 29 maggio 2011    | ESA OGS                      |
| 763889 | 2012 RE46                | 10 settembre 2012 | W. Bickel                    |
| 763890 | 2012 RN46                | 15 settembre 2012 | CSS                          |
| 763891 | 2012 RA48                | 13 settembre 2012 | ESA OGS                      |
| 763892 | 2012 RQ48                | 10 settembre 2012 | G. Hug                       |
| 763893 | 2012 SM                  | 16 settembre 2012 | R. Apitzsch                  |
| 763894 | 2012 SF2                 | 26 agosto 2012    | Pan-STARRS                   |
| 763895 | 2012 SS8                 | 26 agosto 2012    | Pan-STARRS                   |
| 763896 | 2012 SN13                | 20 novembre 2007  | Mount Lemmon Survey          |
| 763897 | 2012 SJ15                | 17 settembre 2012 | Spacewatch                   |
| 763898 | 2012 SN18                | 17 settembre 2012 | Spacewatch                   |
| 763899 | 2012 SY18                | 17 settembre 2012 | Spacewatch                   |
| 763900 | 2012 SH23                | 17 settembre 2012 | Spacewatch                   |

## 763901–764000
| Nome   | Designazione provvisoria | Data di scoperta  | Scopritore                |
| ------ | ------------------------ | ----------------- | ------------------------- |
| 763901 | 2012 SK24                | 17 settembre 2012 | Mount Lemmon Survey       |
| 763902 | 2012 SO24                | 3 novembre 2007   | Mount Lemmon Survey       |
| 763903 | 2012 SP24                | 17 settembre 2012 | Mount Lemmon Survey       |
| 763904 | 2012 SU31                | 20 settembre 2012 | R. Holmes                 |
| 763905 | 2012 SW35                | 18 settembre 2012 | Mount Lemmon Survey       |
| 763906 | 2012 SU41                | 18 settembre 2012 | Mount Lemmon Survey       |
| 763907 | 2012 SX42                | 26 agosto 2012    | Pan-STARRS                |
| 763908 | 2012 SE43                | 18 settembre 2012 | Mount Lemmon Survey       |
| 763909 | 2012 SN50                | 28 agosto 2006    | Spacewatch                |
| 763910 | 2012 SZ51                | 19 settembre 2012 | Mount Lemmon Survey       |
| 763911 | 2012 SK52                | 5 febbraio 2018   | Mount Lemmon Survey       |
| 763912 | 2012 SU55                | 26 agosto 2012    | Pan-STARRS                |
| 763913 | 2012 SB56                | 23 settembre 2012 | R. Holmes                 |
| 763914 | 2012 SJ59                | 16 settembre 2012 | Spacewatch                |
| 763915 | 2012 SO72                | 21 settembre 2012 | Spacewatch                |
| 763916 | 2012 SH73                | 17 settembre 2012 | Mount Lemmon Survey       |
| 763917 | 2012 SZ73                | 24 settembre 2012 | Spacewatch                |
| 763918 | 2012 SS75                | 20 gennaio 2015   | Pan-STARRS                |
| 763919 | 2012 SD78                | 16 ottobre 1995   | Spacewatch                |
| 763920 | 2012 SV81                | 25 settembre 2012 | Mount Lemmon Survey       |
| 763921 | 2012 SA82                | 16 settembre 2012 | Mount Lemmon Survey       |
| 763922 | 2012 SP82                | 27 febbraio 2015  | Pan-STARRS                |
| 763923 | 2012 SV82                | 25 settembre 2012 | Mount Lemmon Survey       |
| 763924 | 2012 SX82                | 22 settembre 2012 | Mount Lemmon Survey       |
| 763925 | 2012 SJ84                | 29 gennaio 2015   | Pan-STARRS                |
| 763926 | 2012 SX84                | 10 ottobre 2018   | Mount Lemmon Survey       |
| 763927 | 2012 SZ84                | 29 luglio 2017    | Pan-STARRS                |
| 763928 | 2012 SH85                | 22 settembre 2012 | Spacewatch                |
| 763929 | 2012 SO85                | 24 settembre 2012 | Spacewatch                |
| 763930 | 2012 SA86                | 26 agosto 2012    | Pan-STARRS                |
| 763931 | 2012 SR86                | 22 settembre 2012 | Spacewatch                |
| 763932 | 2012 SX86                | 22 settembre 2012 | Spacewatch                |
| 763933 | 2012 SA87                | 26 settembre 2012 | Mount Lemmon Survey       |
| 763934 | 2012 SO87                | 22 settembre 2012 | Spacewatch                |
| 763935 | 2012 SP87                | 17 settembre 2012 | Mount Lemmon Survey       |
| 763936 | 2012 ST88                | 19 settembre 2012 | Mount Lemmon Survey       |
| 763937 | 2012 SX88                | 25 settembre 2012 | Mount Lemmon Survey       |
| 763938 | 2012 SG89                | 19 settembre 2012 | Mount Lemmon Survey       |
| 763939 | 2012 SU89                | 23 settembre 2012 | Mount Lemmon Survey       |
| 763940 | 2012 SX89                | 17 settembre 2012 | Mount Lemmon Survey       |
| 763941 | 2012 SU94                | 25 settembre 2012 | Mount Lemmon Survey       |
| 763942 | 2012 SC101               | 19 settembre 2012 | Mount Lemmon Survey       |
| 763943 | 2012 SB102               | 26 settembre 2012 | Pan-STARRS                |
| 763944 | 2012 SG105               | 16 settembre 2012 | Osservatorio di Mauna Kea |
| 763945 | 2012 SN105               | 19 settembre 2012 | Mount Lemmon Survey       |
| 763946 | 2012 TN                  | 28 luglio 2011    | Pan-STARRS                |
| 763947 | 2012 TH2                 | 4 ottobre 2012    | Pan-STARRS                |
| 763948 | 2012 TW3                 | 8 ottobre 2007    | Mount Lemmon Survey       |
| 763949 | 2012 TU6                 | 21 settembre 2008 | Mount Lemmon Survey       |
| 763950 | 2012 TJ15                | 20 settembre 2012 | W. Bickel                 |
| 763951 | 2012 TN17                | 5 ottobre 2012    | Mount Lemmon Survey       |
| 763952 | 2012 TA21                | 4 ottobre 2012    | Pan-STARRS                |
| 763953 | 2012 TM34                | 7 ottobre 2012    | C. Rinner                 |
| 763954 | 2012 TV35                | 16 settembre 2012 | Spacewatch                |
| 763955 | 2012 TD38                | 8 ottobre 2012    | Mount Lemmon Survey       |
| 763956 | 2012 TM39                | 8 ottobre 2012    | Mount Lemmon Survey       |
| 763957 | 2012 TW42                | 8 ottobre 2012    | Mount Lemmon Survey       |
| 763958 | 2012 TF43                | 8 ottobre 2012    | Pan-STARRS                |
| 763959 | 2012 TM46                | 8 ottobre 2012    | Mount Lemmon Survey       |
| 763960 | 2012 TJ47                | 8 ottobre 2012    | Pan-STARRS                |
| 763961 | 2012 TL47                | 8 ottobre 2012    | Pan-STARRS                |
| 763962 | 2012 TQ48                | 8 ottobre 2012    | Pan-STARRS                |
| 763963 | 2012 TD49                | 8 ottobre 2012    | Pan-STARRS                |
| 763964 | 2012 TM49                | 12 settembre 2012 | R. Holmes                 |
| 763965 | 2012 TP52                | 8 ottobre 2012    | Pan-STARRS                |
| 763966 | 2012 TL55                | 23 settembre 2012 | Mount Lemmon Survey       |
| 763967 | 2012 TT55                | 15 settembre 2012 | Mount Lemmon Survey       |
| 763968 | 2012 TN61                | 8 ottobre 2012    | Pan-STARRS                |
| 763969 | 2012 TW63                | 8 ottobre 2012    | Pan-STARRS                |
| 763970 | 2012 TH64                | 25 settembre 2012 | Spacewatch                |
| 763971 | 2012 TE65                | 8 ottobre 2012    | Mount Lemmon Survey       |
| 763972 | 2012 TG68                | 8 ottobre 2012    | Mount Lemmon Survey       |
| 763973 | 2012 TF71                | 16 settembre 2012 | Spacewatch                |
| 763974 | 2012 TF75                | 9 ottobre 2012    | Pan-STARRS                |
| 763975 | 2012 TW75                | 9 ottobre 2012    | Pan-STARRS                |
| 763976 | 2012 TU79                | 10 ottobre 2012   | Mount Lemmon Survey       |
| 763977 | 2012 TW79                | 24 agosto 2011    | Pan-STARRS                |
| 763978 | 2012 TE83                | 6 ottobre 2012    | Mount Lemmon Survey       |
| 763979 | 2012 TU93                | 7 ottobre 2012    | Pan-STARRS                |
| 763980 | 2012 TR95                | 9 novembre 2007   | Mount Lemmon Survey       |
| 763981 | 2012 TR97                | 15 settembre 2012 | Spacewatch                |
| 763982 | 2012 TT98                | 24 marzo 2009     | Mount Lemmon Survey       |
| 763983 | 2012 TF99                | 8 ottobre 2012    | Spacewatch                |
| 763984 | 2012 TM99                | 8 ottobre 2012    | Mount Lemmon Survey       |
| 763985 | 2012 TS103               | 9 ottobre 2012    | Mount Lemmon Survey       |
| 763986 | 2012 TH107               | 10 ottobre 2012   | Mount Lemmon Survey       |
| 763987 | 2012 TM112               | 10 ottobre 2012   | Mount Lemmon Survey       |
| 763988 | 2012 TH113               | 10 ottobre 2012   | Mount Lemmon Survey       |
| 763989 | 2012 TK113               | 10 ottobre 2012   | Mount Lemmon Survey       |
| 763990 | 2012 TO115               | 10 ottobre 2012   | Mount Lemmon Survey       |
| 763991 | 2012 TG117               | 10 ottobre 2012   | Mount Lemmon Survey       |
| 763992 | 2012 TJ117               | 10 ottobre 2012   | Mount Lemmon Survey       |
| 763993 | 2012 TS117               | 10 ottobre 2012   | Mount Lemmon Survey       |
| 763994 | 2012 TC118               | 27 gennaio 2006   | Spacewatch                |
| 763995 | 2012 TQ121               | 12 ottobre 2007   | Mount Lemmon Survey       |
| 763996 | 2012 TG124               | 9 ottobre 2012    | Pan-STARRS                |
| 763997 | 2012 TV127               | 12 novembre 2005  | Spacewatch                |
| 763998 | 2012 TS129               | 10 marzo 2005     | Mount Lemmon Survey       |
| 763999 | 2012 TH131               | 6 ottobre 2012    | CSS                       |
| 764000 | 2012 TC139               | 10 ottobre 2012   | Mount Lemmon Survey       |